# سه بیگانه (فیلم ۱۹۴۶)
سه بیگانه (انگلیسی: Three Strangers) فیلمی در ژانر درام و نوآر به کارگردانی ژان نگولسکو است که در سال ۱۹۴۶ منتشر شد.

## بازیگران
- سیدنی گرین‌استریت
- جرالدین فیتزجرالد
- پیتر لوره
- آلن نیپی‌یر
- جوآن لورینگ
- آرتور شیلدز
- دوریس لوید
- پیتر ویتنی